# Модель памяти в языке Си
Модель памяти в языке Си — система хранения объектов в языке Си.
Способ хранения объекта в языке Си определяет его время жизни — часть времени выполнения программы, во время которого объект существует или для него зарезервировано место. Объект имеет постоянный адрес и сохраняет своё последнее значение. Запрещается обращаться к объекту, который перестал существовать, при этом, если при работе с объектом использовался указатель, его значение остаётся неопределённым.
Существует три способа хранения объектов: автоматический, статический и динамический.
| Свойство            | Автоматический                                      | Статический                                                                  | Динамический                    |
| ------------------- | --------------------------------------------------- | ---------------------------------------------------------------------------- | ------------------------------- |
| Объявление          | Объект без связывания и без static                  | Имеет внутреннее или внешнее связывание или объявлен с квалификатором static | Выделен с помощью malloc        |
| Время существования | Блок, в котором объявлен объект                     | Всё время выполнения программы                                               | От вызова malloc до вызова free |
| Инициализация       | Отсутствует в случае отсутствия явной инициализации | Происходит один раз до запуска программы                                     | Частично в случае calloc        |
| Размер              | Фиксированный, неизменяемый                         | Фиксированный, неизменяемый                                                  | Любой, изменяемый               |
| Типичное размещение | Стек или регистры процессора                        | Отдельный сегмент памяти                                                     | Куча                            |

Статический объект можно инициализировать явно, либо использовать умалчиваемую инициализацию.
При использовании функции calloc все объекты имеют нулевое значение кроме чисел с плавающей запятой и указателей.
Выражения, не являющиеся lvalue, связанные с обращением к массиву, являющегося членом структуры (struct) или объединения (union) имеют время существования, ограниченное оценкой такого выражения.
Си-строки, которыми инициализируются указатели char*, имеют статический тип хранения и не должны изменяться.

## Динамическая память
Ни один объект не может находиться в динамической памяти без явного указания программиста. Для работы с динамической памятью существуют функции malloc, calloc, realloc и free. Поскольку функции, выделяющие память, принимают размер в переменной типа size_t, максимальный объём выделяемой памяти ограничен SIZE_T_MAX.
Функции malloc и calloc выделяют память, которая после использования должна быть освобождена с помощью вызова free. После освобождения значение указателя остаётся неопределённым. Функция realloc возвращает указатель на изменённый блок памяти, если запрос не может быть удовлетворён, размер блока памяти не изменяется.
```
#include
 
<stdlib.h>

void
 
foo
 
(
void
 
**
ptr
,
 
size_t
 
size
)

{

   
*
ptr
 
=
 
realloc
 
(
*
ptr
,
 
size
+
128
);
 
/* утечка памяти, если realloc вернёт NULL */

   
if
 
(
!*
ptr
)

   
{

     
...

   
}

}

```

При работе с динамической памятью возможны утечки памяти и ошибки двойного освобождения блока.

## Пример
```
#include
 
<stdlib.h>

#include
 
<string.h>

static
 
int
 
x
;
 
/* 0 по умолчанию, существует всё время выполнения */

static
 
int
 
y
=
45
;
 
/* 45, существует всё время выполнения */

int
 
cnt
(
void
)

{

    
static
 
int
 
i
=
0
;
/*статический тип, инициализируется нулём только при запуске 

        программы, а не каждый вызов функции */

    
int
 
j
=
-1
;
/*автоматический тип, инициализируется каждый раз 

                при вызове функции -1*/
    

    
i
++
;
/* увеличивается на 1 в статической области памяти каждый запуск функции*/

    
j
++
;
/* увеличивается на 1 локальная переменная */

    
return
 
(
i
+
j
);
/*при первом вызове с запуска программы функция вернёт 1, 

        при втором вызове 2, ... */

}

int
 
main
 
(
void
)

{

	
char
 
arr
[
50
]
 
=
 
"This is object of automatic storage duration"
;

	
/* имеет автоматический тип,существует до выхода из main,

	начальные 45 элементов массива инициализированы элементами 

	строки с закрывающим нулём, остальные не определены */

    
char
 
*
line
 
=
 
"Simple line"
;
 
/*автоматический тип, существует до выхода 

    из main, line инициализирован указателем на константу */

    

	
int
 
y
;
 
/* значение не определено, существует до выхода из main*/

	
int
 
z
=
10
;
 
/* значение определено, существует до выхода из main*/

	
char
 
*
ptr
;
 
/* значение указателя не определено */

	
ptr
 
=
 
malloc
 
(
50
);
 
/* значение по указателю не определено, 

	                объект по указателю существует до вызова free */

	
strcpy
 
(
ptr
,
 
arr
);

	
free
 
(
ptr
);

	
return
 
0
;

}

```